# Архиповский, Алексей Витальевич
Алексе́й Вита́льевич Архипо́вский (род. 15 мая 1967, Туапсе, РСФСР, СССР) — советский и российский музыкант и композитор, балалаечник-виртуоз.

## Биография
Окончил музыкальную школу по классу балалайки и Государственное музыкальное училище имени Гнесиных (отделение народных инструментов) в классе Валерия Евгеньевича Зажигина. В 1985 году стал лауреатом третьего Всесоюзного конкурса исполнителей на народных инструментах.

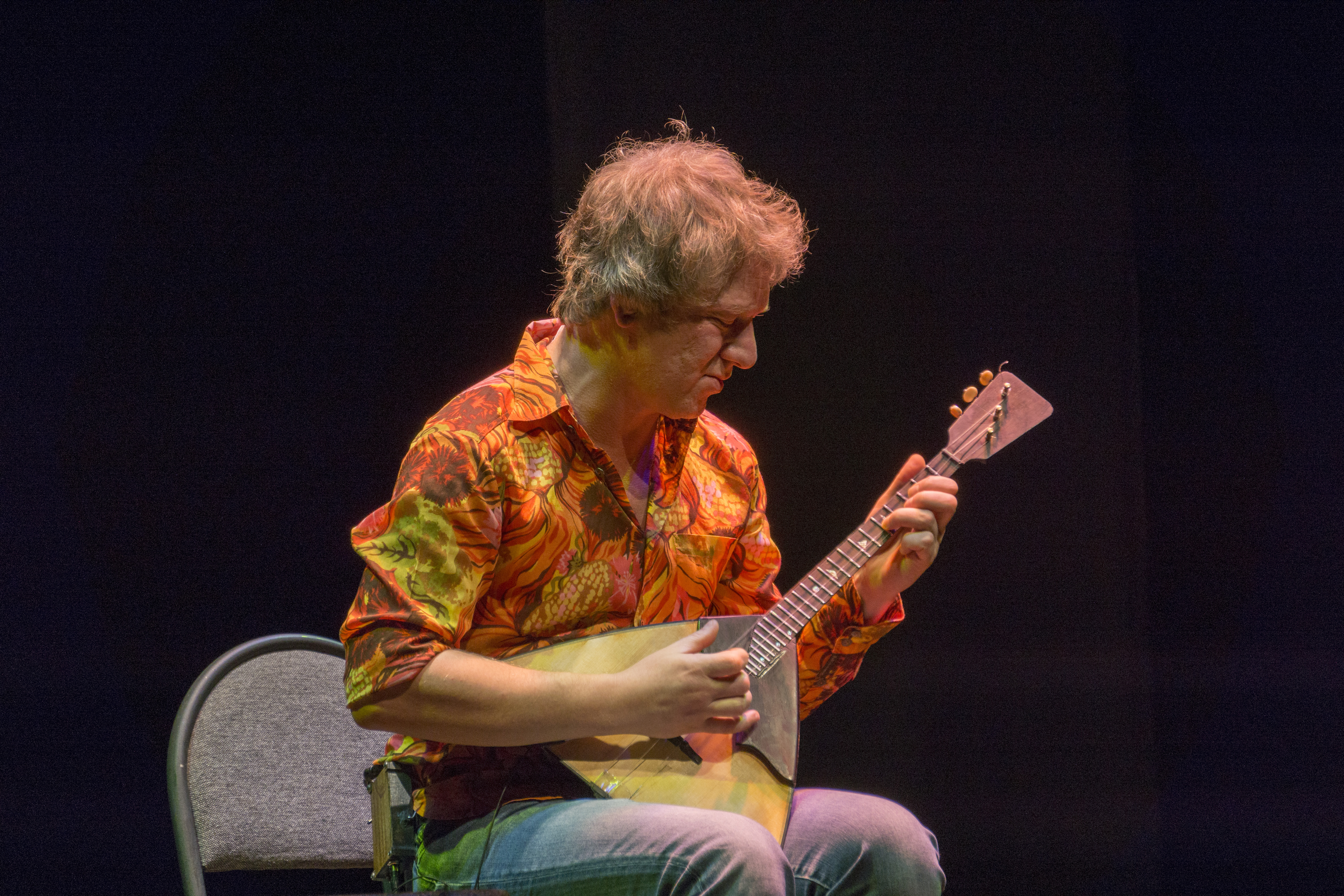
Концерт в Тольятти, 2014

С 1989 года работал солистом в Смоленском русском народном оркестре под управлением В. П. Дубровского.
В 1998 году был приглашён в Государственный академический русский народный ансамбль «Россия» под руководством Л. Зыкиной.
В 2002—2003 годах начинает сольную карьеру, сотрудничает с центром Стаса Намина. С 2003 года участник движения «Этносфера», фестиваля «Мамакабо», представляющих современную русскую музыку, не вошедшую в традиционный формат.
В 2007—2009 годах участвовал в проекте Дмитрия Маликова «Пианомания», играл на открытии Первого Международного кинофестиваля имени Андрея Тарковского в Иваново, открывал конкурс Евровидение 2009 года и Олимпийские игры в Ванкувере в Русском доме.
Участвовал как солист в фестивалях российской культуры, проходивших в США, Китае, Южной Корее, Германии, Франции, Испании, Болгарии, джазовых фестивалях в России и за рубежом. Играл во многих радио и телепередачах, правительственных концертах и саммитах. В последние годы гастролирует по России, странам ближнего зарубежья.
В 2009 году вышел DVD, включающий съёмки концерта, беседу с музыкантом, отзывы, бонусы, книжку-вставку с фотографиями с концерта.

## Особенности игры и инструменты
Уникальное владение техникой игры флажолетами, применение многих приёмов как тремоло, дробь и пиццикато не в академическом виде, а со смешением со старой школой и собственными методиками.
В начале нулевых Архиповский начал задумываться об усилении звучности инструмента. Он обратился к знакомым гитаристам и позаимствовал у них такой способ улучшения акустики, как применение электронных усилителей с подключением проводов к корпусу инструмента. Его можно назвать отцом электробалалайки, хотя сам он не любит такую формулировку и старается подавить искусственное звучание.
С 2007 до 2017 года Архиповский использовал балалайку 1928 года выпуска от выдающегося мастера Иосифа Игнатьевича Галиниса (1882—1942). Эта балалайка досталась ему от Нечепоренко после его смерти. Это второй инструмент его рук, на котором играл музыкант.
С середины 2017 года музыкант играет на балалайке 1915 года выпуска, которую сделал незадолго до смерти «русский Страдивари» Семён Иванович Налимов в селе Марьино, где они с Андреевым готовились создать Великорусский Оркестр. Дека сделана из ёлки, панцирь покрыт лаком, сделанным по утерянной методике.
В 2017 году Архиповскому пришло письмо от доброжелателя, в котором говорилось о немецком аукционе, на котором был выставлен этот инструмент. Эта балалайка, как и все известные работы Налимова, в середине 70-х годов XX века была куплена немецким коллекционером, но на данный момент только этот инструмент был возвращён обратно в Россию. Алексей назвал инструмент Налимом (давать имена инструментам — распространенная традиция у музыкантов).
Архиповский постоянно находится в поиске идеально звучащего инструмента, который мог бы заглушить оцифровку звука при использовании усилителя. Он тесно общается со всеми знаменитыми балалаечными, гитарными и акустическими мастерами не только в России (он регулярно связывается с немецким гитарным мастером).
По признанию самого музыканта инструменты хоть и братья, но совершенно разные. Звук поступает по проводам со звукоснимателя, непосредственно подключённого к балалайке. Используются специальный пьезодатчик и свои звуковые настройки.

## Семья
Отец — Виталий Алексеевич, электрогазосварщик, мастер производственного обучения. В 1960 году окончил Ленинградский индустриальный техникум, работал инженером-технологом на судоремонтном заводе, имел многочисленные заслуги и разработки, получил звание рационализатора. Во время обучения был объявлен Лауреатом II фестиваля Ленинградской молодёжи 1957 года, после военной службы в армии — участник оркестра баянистов. В детстве играл на гармони, а в 1950-х годах — на аккордеоне, был награждён дипломом первой степени.
Мать — Любовь Ильинична, учитель химии и биологии. В 1959 году окончила Уральский Государственный педагогический институт им. А. С. Пушкина.
Жена — Светлана Александровна, директор и звукорежиссёр музыканта, а также его главный помощник. Несмотря на то, что Светлана знает все технические особенности выступления, Архиповский старается пользоваться штатными звукорежиссёрами, присутствующими на концертах или в радиостудиях.
У пары есть сын Илья.